# Zastuhna, Obuhiv
Zastuhna (în ucraineană Застугна) este un sat în comuna Kopaciv din raionul Obuhiv, regiunea Kiev, Ucraina.

## Demografie
Componența lingvistică a localității Zastuhna
     Ucraineană (98%)
     Belarusă (2%)
Conform recensământului din 2001, majoritatea populației localității Zastuhna era vorbitoare de ucraineană (98%), existând în minoritate și vorbitori de belarusă (2%).